# Котловка (приток Москвы)
Котло́вка (Котёл, в верховьях — Большой овраг) — река в Юго-Западном административном округе Москвы, третий по величине в городе правый приток Москвы-реки. Частично заключена в подземный коллектор, в открытом русле протекает в среднем течении. По правому берегу Котловки довольно далеко от верховья располагалось село Зюзино, возле устья — село Котёл, а позднее — деревни Верхние- и Нижние Котлы. С 1991 года фрагмент долины Котловки, который примыкает к Коробковскому саду, имеет статус памятника природы регионального значения.

Купание в реке запрещено. Котловка и такие реки, как Яуза, Филька и Пресня, относятся к одним из самых загрязнённых рек Москвы, так как в них многократно превышены предельно допустимые концентрации содержания нефтепродуктов, фенолов, хлоридов и солей тяжёлых металлов.

## Происхождение названия

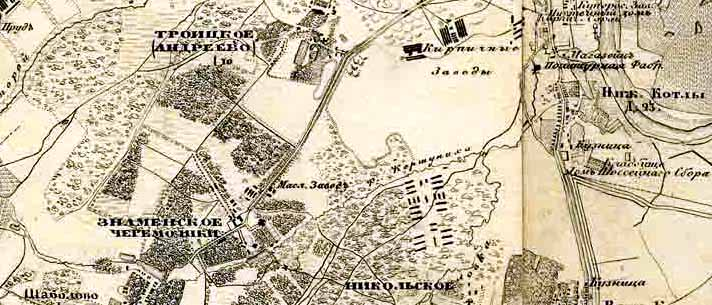
Коршуниха и Котловка на карте 1880 года, 2012 год

Существует несколько версий происхождения названия реки. Вероятно, Котловка получила гидроним от села Котлы. Но достоверно неизвестно, чьё наименование появилось раньше — села или реки. Река могла получить имя по своей глубокой долине, так как в прошлом «котлами» называли ямы, котловины и похожие образования.

## Описание
Котловка — порожистая река, имеет довольно быстрое течение. Дно в основном каменистое, местами глиняное или песчаное. Длина реки составляет 8,5 км, площадь водосборного бассейна — около 20 км². Ширина в верхнем течении выше улицы Намёткина — 0,5—1 метр, после дождя может доходить до 2—3 метров. В среднем течении ширина реки равна 2—4 метрам. Средний расход воды — 0.14 м³/с. Исток расположен в бывшем овраге-балке возле станции метро «Калужская», между улицами Академика Челомея и Архитектора Власова. Верховья реки засыпаны, водоток проходит в коллекторе от площади Академика Келдыша на северо-запад вдоль Хлебобулочного проезда. Протекает улицу Намёткина и течёт в том же направлении до пересечения с Севастопольский проспектом. Далее проходит на север через Нахимовский проспект и улицу Ремизова. Протекает под Павелецкой железной дорогой и Варшавским шоссе, после чего впадает в реку Москву, к югу от Даниловского моста.

## Притоки
Левыми притоками Котловки являются Старостин овраг и Коршуниха (Черёмушка). С правой стороны реку питают три ручья в округе Зюзина (у Юрия Насимовича в книге «Реки, озёра и пруды Москвы» названы условно — Верхний, Средний и Нижний Зюзинские ручьи) и Коробковский овраг.

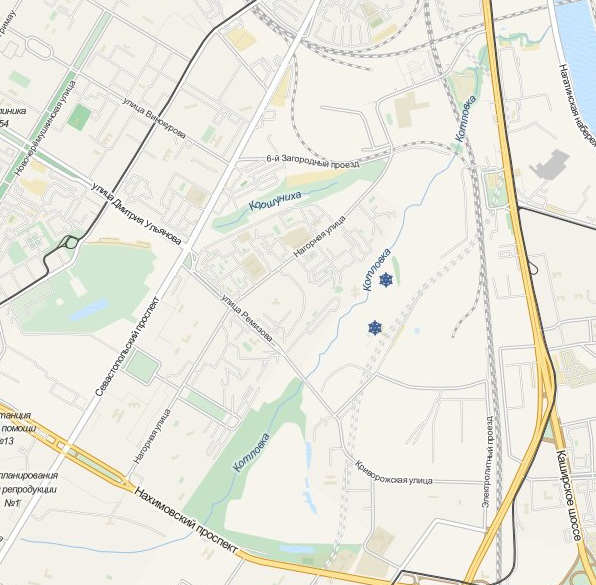
Котловка на картах OpenMaps, 2012 год
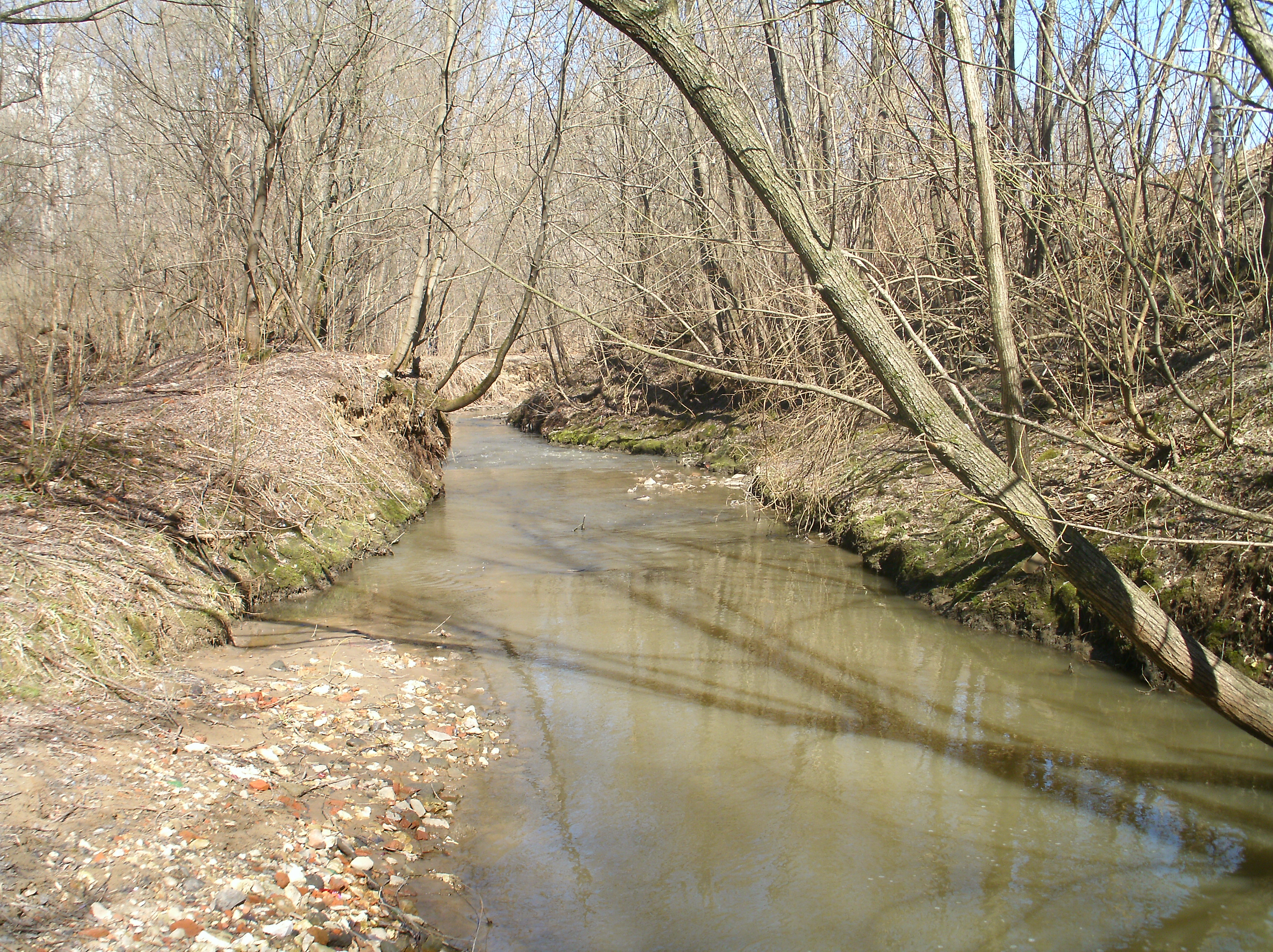
Долина реки Котловки, 2018 год
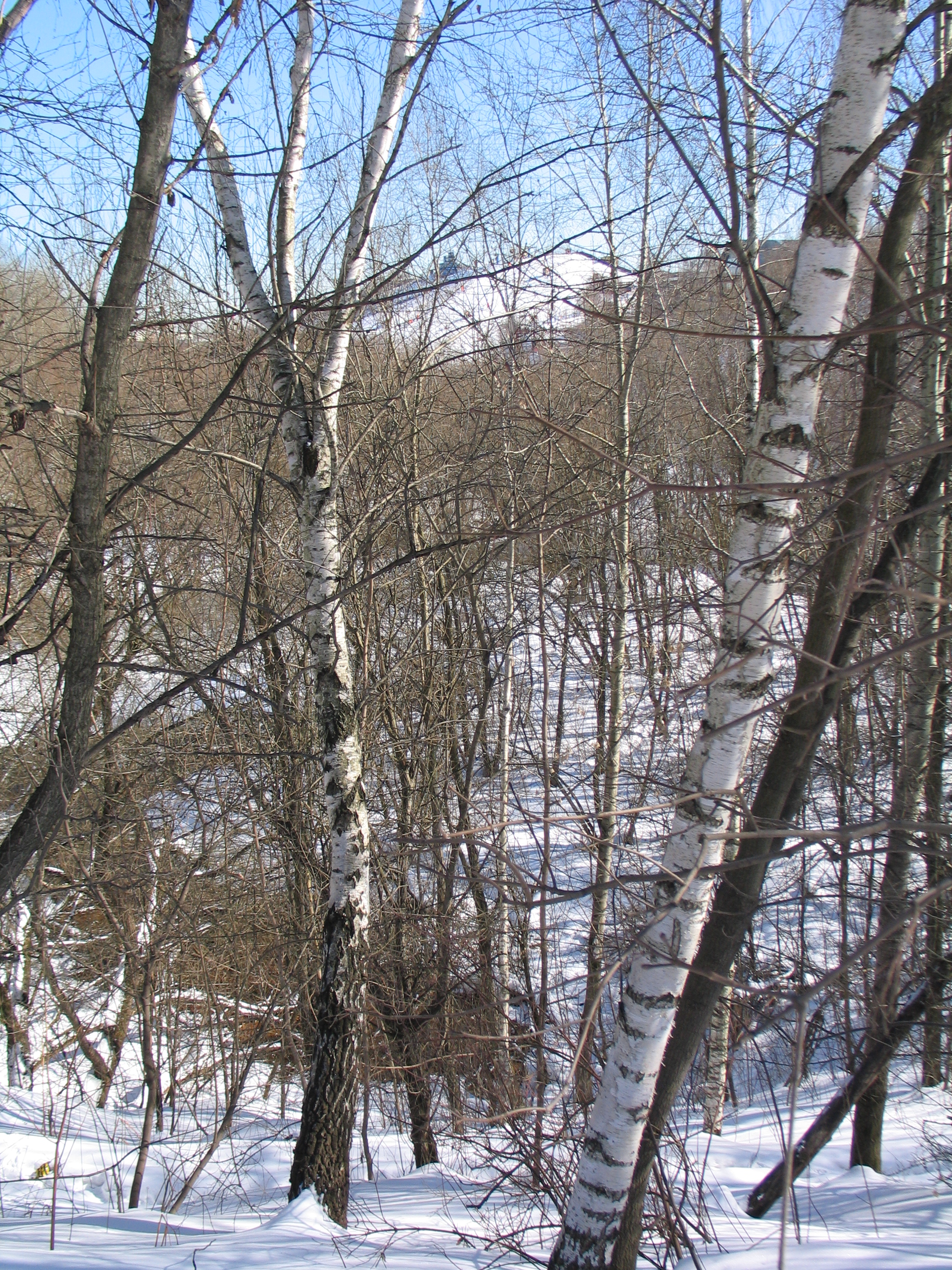
Долина реки Котловки, 2018 год
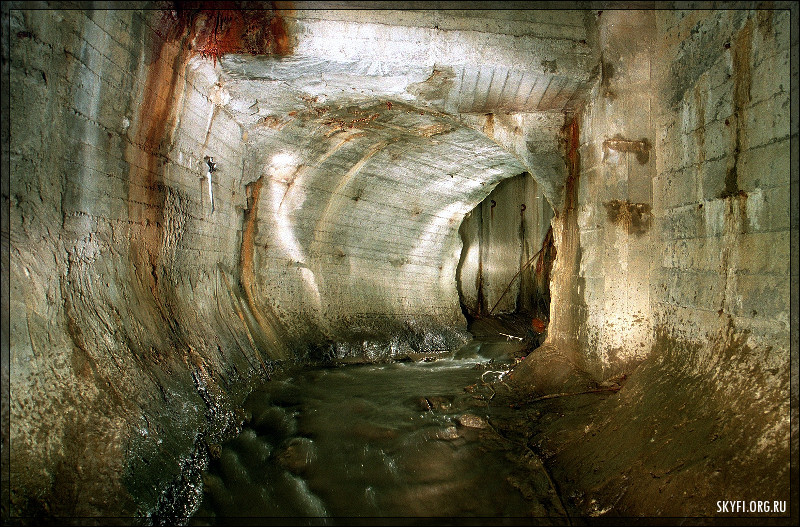
Коллектор реки, 2008